# Tabanus subruber
Tabanus subruber är en tvåvingeart som beskrevs av Luigi Bellardi 1859. Tabanus subruber ingår i släktet Tabanus och familjen bromsar. Inga underarter finns listade i Catalogue of Life.